# Marian Wojtas
Marian Wojtas ps. Karp (ur. 21 listopada 1925 w Michalowie, zm. 1 października 2023) – żołnierz Batalionów Chłopskich, działacz społeczny.

## Życiorys
Urodził się jako syn Józefa i Teofili w Michalowie i tam początkowo mieszkał. Przed wybuchem II wojny światowej uzyskał wykształcenie podstawowe i pracował jako robotnik. 
Po kampanii wrześniowej zbierał broń i amunicję z pobojowisk. W 1942 wstąpił do Batalionów Chłopskich. Był łącznikiem i kolporterem prasy podziemnej. W 1943 wszedł w skład 1 kompanii PKB na terenie powiatu tomaszowskiego, która była dowodzona przez Franciszka Pomykało. Brał udział w akcjach bojowych przeciwko Niemcom i nacjonalistom ukraińskim - m.in. na cukrownię w Wożuczynie. Został awansowany do stopnia sierżanta.
Po zajęciu Lubelszczyzny przez Armię Czerwoną z polecenia komendanta Państwowego Korpusu Bezpieczeństwa pracował na posterunku MO w Rachaniach do 14 sierpnia 1944. Później podjął przerwaną naukę i ukończył szkołę średnią w Tomaszowie Lubelskim (1947) i studia wyższe na KUL (1951). Działał w ZMW „Wici” i ZMP. Współorganizował ZMW „Wici” na terenie województwa lubelskiego i wchodził w skład prezydium Zarządu Wojewódzkiego tej organizacji. Później pracował m.in. jako naczelny dyrektor Zjednoczenia Budownictwa Rolniczego w Lublinie. Uczestniczy w pracach Stowarzyszenia byłych Żołnierzy Batalionów Chłopskich. Zainicjował wydawanie od 1998 Słownika biograficznego żołnierzy Batalionów Chłopskich, którego był redaktorem (do 2020 ukazało się siedem tomów).
Zmarł 1 października 2023 r. w wieku 97 lat.

## Ordery i odznaczenia
- Krzyż Oficerski Orderu Odrodzenia Polski
- Krzyż Batalionów Chłopskich
- Krzyż Partyzancki
- Medal Zwycięstwa i Wolności 1945
- Odznaka Zasłużony dla Miasta Lublina